# Ramil Safarov
Pour les articles homonymes, voir Safarov.
Ramil Sahib oghlu Safarov (azéri : Ramil Sahib oğlu Səfərov) né le 25 août 1977 à Şükürbəyli en Azerbaïdjan, est un officier des forces armées azerbaïjanaises et assassin du lieutenant de l'armée arménienne Gurgen Margarian. En 2004, durant un stage de langue parrainé par l'OTAN à Budapest, Safarov s'introduit pendant la nuit dans le dortoir de Margarian et le tue à coups de hache alors qu'il dormait. Safarov se voit par la suite érigé en héros par le régime azerbaïdjanais,,,,,,.
Safarov est reconnu coupable, en 2006, de meurtre au premier degré par un tribunal hongrois et condamné à la réclusion à perpétuité dans ce même pays, avec un minimum de 30 ans. Après sa demande au titre de la Convention de Strasbourg, il est extradé le 31 août 2012 vers l'Azerbaïdjan pour y finir sa peine. Au lieu de cela il est accueilli en héros,, et gracié par le président azerbaïdjanais Ilham Aliev malgré les assurances contraires faites à la Hongrie. Il se voit promu au grade de major, reçoit un appartement et plus de huit ans d'arriérés de salaire. Selon les autorités azerbaïdjanaises, Safarov est gracié conformément à l'article 12 de la convention,.
À la suite de cela l'Arménie rompt immédiatement ses relations diplomatiques avec la Hongrie et l'Azerbaïdjan et des manifestations éclatent à Erevan. La grâce puis le comportement du gouvernement azerbaïdjanais sont largement condamnés par les organisations internationales telles que le Conseil de l'Europe, l'OTAN et l'ONU, ainsi que par les gouvernements de nombreux pays dont les États-Unis, la Russie et la France. La société civile en Hongrie et en Arménie critique également la décision d'extradition accordée par le gouvernement hongrois.

## Jeunesse
Safarov naît le 25 août 1977 dans le village de Şükürbəyli, district de Jabrayil, dans ce qui est à l'époque la République socialiste soviétique d'Azerbaïdjan au sein de l'Union des républiques socialistes soviétiques. À la fin de la première guerre du Haut-Karabagh le district de Jabrayil est occupé par les forces arméniennes. Il reste sous le contrôle de la République d'Artsakh (Haut-Karabagh) du 26 août 1993 jusqu'au 4 octobre 2020, date où il est repris par les forces azerbaidjanaises au cours de la seconde guerre du Haut-Karabagh. La famille de Safarov se réfugie à Bakou dès 1991. Lors d'une audience au tribunal, Safarov prétend raconter ses souvenirs des années de guerre, au cours desquelles il a perdu des membres de sa famille. Ceci contredit une autre version qu'il donne au tribunal, où il déclare qu'il étudie à Bakou et en Turquie de 1992 à 1996. Il poursuit ses études au lycée militaire de Maltepe à Izmir, en Turquie, puis à l'Académie militaire turque, obtenant son diplôme en 2000. Il retourne ensuite en Azerbaïdjan.

## Meurtre de Gurgen Margarian

### Déroulement
En janvier 2004, Ramil Safarov, âgé de 26 ans, se rend, en compagnie d'un autre officier azerbaïdjanais, à Budapest, en Hongrie, pour participer à un stage d'anglais d'une durée de trois mois, organisé par le programme Partenariat pour la paix de l'OTAN à l'intention du personnel militaire de différents pays. Deux officiers arméniens, Gurgen Margarian, âgé de 25 ans, et Hayk Makouchian, participent également à ce programme.
Le soir du 18 février, Safarov achète une hache et une pierre à aiguiser dans un magasin Tesco, près du stade Ferenc Puskás,. Il les ramène dans son sac jusqu'à son dortoir situé à l'Université militaire Zrínyi Miklós, où loge tous les participants au stage. Le colocataire de Safarov étant retourné en Ukraine pour assister à des funérailles, personne n'interrompt Safarov alors qu'il aiguise la hache dans sa chambre. Vers 5 heures du matin, le 19 février, Safarov prend la hache et se rend dans la chambre de Margarian, qu'il partage avec un colocataire hongrois, Balázs Kuti. La porte de leur chambre n'ést pas verrouillée. Safarov attaque Margarian pendant son sommeil et lui assène 16 coups de hache qui le laisse quasiment décapité. Le bruit réveille Kuti, qui se retrouve en état de choc à la vue de la scène. Kuti précise dans son témoignage : « À ce moment-là, j'ai compris que quelque chose de terrible s'était produit car il y avait du sang partout. J'ai commencé à crier sur l'Azerbaïdjanais pour lui demander d'arrêter. Il a dit qu'il n'avait aucun problème avec moi et qu'il ne me toucherait pas, a donner des coups à Gurgen plusieurs fois et est parti. L'expression de son visage était comme s'il était content d'avoir terminé quelque chose d'important. Très choqué, j'ai couru hors de la pièce pour trouver de l'aide, et Ramil est parti dans une autre direction ».
Ensuite, Safarov se dirige vers la chambre de Makouchian, l'autre stagiaire arménien, avec l'intention de l'attaquer également, mais trouve sa porte verrouillée,. Il crie alors le nom de Makouchian d'une voix menaçante. Ce dernier à moitié endormi veut ouvrir la porte, mais son colocataire lituanien l'arrête et appele son compatriote d'à côté pour vérifier ce qui se passe. Pendant ce temps, Safarov va chercher Makouchian dans la chambre de colocataires serbe et ukrainien, leur montrant la hache tachée de sang et déclarant qu'il n'a soif du sang de personne d'autre qu'arménien.
Safarov tente alors de briser la porte avec sa hache, mais, à ce moment-là, les occupants des chambres voisines sont réveillés, sortent dans le couloir et essayent de le persuader d'arrêter. Plus tard, les témoins oculaires avouent qu'ils ont eu peur d'approcher Safarov tenant sa hache tachée de sang. Peu de temps après, la police hongroise, alertée par Balázs Kuti, arrive sur les lieux et arrête Safarov. Un tribunal hongrois conclut plus tard qu'il s'agit d'une tentative d'assassinat contre Makouchian et le reconnait comme une victime. Lors de l'annonce du verdict, le juge souligne particulièrement que si Safarov n'avait pas été retenu par les autres officiers, il aurait également tué le deuxième officier arménien.

### Interrogatoire et procès
Pendant son premier interrogatoire par la police, Safarov admet avoir tué Margarian et son intention de tuer Makouchian. Interrogé sur ses motivations il déclare :

« Je regrette de ne pas avoir tué d'Arménien avant cela. L'armée m'a envoyé à cette formation et là, j'ai appris que deux Arméniens suivaient le même cours que nous. Je dois dire que la haine contre les Arméniens a grandi en moi. Au début, nous nous saluions, ou plutôt ils me disaient « salut » mais je ne répondais pas. La raison pour laquelle j'ai commis le meurtre était qu'ils passaient par là et souriaient devant nous. À ce moment-là, j'ai décidé de les tuer, c'est-à-dire de leur couper la tête…,,,. Je suis soldat depuis 14 ans maintenant, mais je ne peux pas répondre à la question de savoir si je tuerais si j'étais une personne civile. Je n'ai pas réfléchi à la question de savoir si je tuerais des Arméniens si j'étais civil [sic]. Mon travail consiste à les tuer tous, parce que tant qu'ils vivront, nous souffrirons,. Si ce n'est pas ici et maintenant, je ferais la même chose à n'importe quel moment et dans n'importe quel autre endroit. S'il y avait plus d'Arméniens ici, je voudrais tous les tuer. C'est dommage que ce soit la première occasion et que je n'aie pas réussi à mieux me préparer à cette action… Ma vocation est de tuer tous les Arméniens »

,.
Selon Balázs Kuti, au début des cours de langue, lorsque les étudiants ont font connaissance, il y eut une conversation sur différentes questions internationales, mais personne n'en reparle par la suite. Kuti déclare de plus qu'il n'avait remarqué aucune tension dans les relations entre Margarian et les officiers azerbaïdjanais. Le colocataire de Makouchian, l'officier Saulius Paulius, déclare également qu'il n'avait rien observé d'étrange dans les relations entre les officiers arméniens et azerbaïdjanais. La police interroge ensuite tous les étudiants et tous témoignent qu'il n'y avait pas de conflit entre les officiers arméniens et azerbaïdjanais et qu'ils n'avaient même pas interagi les uns avec les autres. Plus tard, dans une interview au journal arménien Iravunk, Makouchian confirme que ni Margarian ni lui n'avaient eu de contact avec l'un des officiers azerbaïdjanais. « Ils n'étaient pas du genre communicatif. Habituellement, après les cours, ils allaient directement dans leurs chambres », a déclaré Makouchian. A la question de savoir pourquoi il a choisi d'attaquer Margarian en premier, Safarov a répondu que c'était parce qu'il était grand, musclé et sportif.
Lors du procès, en 2006, la défense de Safarov affirme que le meurtre a été commis parce que Margarian avait insulté le drapeau azerbaïdjanais. Cette explication subit ensuite plusieurs variations dans la presse en Azerbaïdjan et parmi ses défenseurs. Il est affirmé que Margarian ou Makouchian ont uriné sur le drapeau azerbaïdjanais, l'ont utilisé pour nettoyer et essuyer leurs chaussures, et ont diffusé un enregistrement audio de « voix de femmes et de filles azerbaïdjanaises souffrantes ». Safarov ne mentionne rien de tout cela lors de son interrogatoire et de son procès et indique clairement qu'il a tué Margarian simplement parce qu'il était arménien. Au cours du procès, aucun témoin n'est jamais appelé pour corroborer ces allégations devant le tribunal et les avocats de l'accusation conteste fermement leur véracité,. Malgré le manque de preuves, les médias azerbaïdjanais, y compris les médias publics, diffusent la version du drapeau souillé pour faire de Safarov un héros national.
La défense allègue également que Safarov était mentalement malade lorsqu'il a commis le meurtre. Cependant, l'examen médico-légal, validé par le juge, affirme que « Safarov était sain d'esprit et conscient des conséquences de son acte ».
Le 13 avril 2006, le tribunal hongrois condamne Safarov à la réclusion à perpétuité sans droit d'appel pendant 30 ans. Le juge, András Vaskuti, retient la nature préméditée et la brutalité du crime, ainsi que le fait que Safarov ne montre aucun remords pour ses actes. En prononçant la sentence, le juge souligne notamment que « le meurtre d'un homme endormi en temps de paix est toujours un crime et ne peut être un acte d'héroïsme ». Le 22 février 2007, une cour d'appel hongroise confirme la décision à la suite de l'appel interjeté par l'avocat de Safarov.

### Réactions à la condamnation
Un avocat représentant la famille de la victime salue la condamnation comme une « bonne décision pour la justice hongroise et pour la société arménienne ».
En Azerbaïdjan, de nombreux responsables saluent publiquement les actions de Safarov, tandis que certaines voix les condamnent. Elmira Süleymanova, la défenseur des droits en Azerbaïdjan, déclare que la peine de Safarov est beaucoup trop sévère et que « Safarov doit devenir un exemple de patriotisme pour la jeunesse azerbaïdjanaise »,. Le Parti national-démocrate d'Azerbaïdjan décerne à Safarov le titre d'« homme de l'année 2005 » pour avoir tué un Arménien. En revanche, Fuad Agayev, un éminent avocat azéri, déclare que les Azéris « doivent arrêter de toute urgence cette campagne actuelle pour élever Safarov au rang de héros national. Ce n'est pas un héros ».
La commission des affaires étrangères de la Chambre des représentants des États-Unis condamne la réaction de l'Azerbaïdjan. Un rapport publié par la commission contient une déclaration de Bryan Ardouny, directeur exécutif de l'Assemblée arménienne d'Amérique, qui déclare que « le gouvernement azerbaïdjanais a également systématiquement omis de condamner Safarov, un officier militaire azéri qui, en 2003 [sic] a brutalement assassiné un participant arménien à un exercice d'entraînement militaire du Partenariat pour la paix de l'OTAN à Budapest, en Hongrie. Au lieu de cela, il a encouragé les médias nationaux et diverses organisations à traiter le meurtrier comme une célébrité. Cet individu s'est depuis vu décerner le titre d'« homme de l'année » par le Parti national-démocrate azerbaïdjanais ».

### Emprisonnement
Safarov reste emprisonné en Hongrie pendant huit ans, de 2004 à 2012. Pendant qu'il purge sa peine, il traduit plusieurs romans d'auteurs hongrois en azéri, dont The Door de Magda Szabó (hongrois : Az ajtó) et Les Garçons de la rue Paul (hongrois : A Pál utcai fiúk), un roman jeunesse de l'écrivain hongrois Ferenc Molnár.

## Extradition et grâce

### Accueil de Safarov en Azerbaïdjan
En 2012, la demande d'extradition de Safarov en vertu des directives de la Convention de Strasbourg de 1983 sur le transfert des personnes emprisonnées est acceptée. Il est transféré par avion vers l'Azerbaïdjan le 31 août 2012. Bien que le gouvernement hongrois déclare avoir reçu des assurances du gouvernement azerbaïdjanais sur le fait que le reste de la peine serait exécuté, le président Ilham Aliyev accorde une grâce immédiate à l'arrivée de Safarov à Bakou et ordonne qu'il soit « libéré de la durée de sa peine ». Le ministre azerbaïdjanais de la Défense Safar Abiyev promeut Safarov au rang de major, lui fournit un appartement et lui verse huit années d'arriérés de salaire,.
Le 1er septembre, le porte-parole du ministère azerbaïdjanais des Affaires étrangères, Elman Abdullayev, déclare que le retour de Safarov en Azerbaïdjan est une question de relations entre l'Azerbaïdjan et la Hongrie, qui a été résolue dans le « cadre de la loi et n'est pas contraire aux normes et principes du droit international. » Il qualifie les déclarations du président arménien Serge Sarkissian d'« hystériques » et l'accuse d'être l'un des chefs du groupe militaire ayant commis le massacre de Khodjaly en 1992.
Après son arrivée à Bakou, Safarov déclare : « C'est la restauration de la justice. C'était un peu une surprise pour moi ». Il visite ensuite l'Allée des Martyrs de Bakou pour déposer des fleurs sur la tombe de l'ancien président azerbaïdjanais Heydar Aliyev. Il dépose également des fleurs sur le monument de la flamme éternelle et visite un monument aux soldats turcs. Novruz Mammadov, le chef du département présidentiel des relations extérieures, déclare que des pourparlers secrets se poursuivaient depuis un an entre l'Azerbaïdjan et la Hongrie, et qu'un accord avait été conclu concernant la visite du Premier ministre hongrois Viktor Orbán. Une semaine avant la libération de Safarov, il est rapporté que les deux pays sont en pourparlers sur un prêt de l'Azerbaïdjan à la Hongrie de 2 à 3 milliards d'euros, ce qui donne lieu par la suite à des spéculations en Hongrie selon lesquelles Orbán aurait extradé Safarov en échange d'une promesse de l'Azerbaïdjan d'acheter des obligations hongroises,.

### Glorification de Safarov
Les hauts responsables azerbaïdjanais saluent l'extradition et le pardon de Safarov, et l'accueillent en héros. Novruz Mammadov déclare dans un entretien : « Oui, il est en Azerbaïdjan. C'est une excellente nouvelle pour nous tous. C'est très émouvant de voir ce fils de la patrie jeté en prison après avoir défendu l'honneur et la dignité du peuple de son pays »,. Elnur Aslanov, chef du département d'analyse et d'information politique de l'administration présidentielle d'Azerbaïdjan, déclare que « … des héros comme Mubariz Ibrahimov et Ramil Safarov avec leur bravoure ont apporté un second souffle à la société et au peuple azerbaïdjanais ». Ali Ahmedov, le vice-président et secrétaire exécutif du parti au pouvoir, Nouvel Azerbaïdjan, déclare que « l'ordre du président Ilham Aliev de gracier Ramil Safarov est un triomphe de détermination, de courage et de justice ».
Des personnalités publiques éminentes font des déclarations similaires approuvant l'image de Safarov en tant que héros. La célèbre chanteuse azerbaïdjanaise et députée du Parlement azerbaïdjanais Zeynab Khanlarova fait la déclaration suivante : « Safarov n'est pas seulement un héros de l'Azerbaïdjan, c'est un héros international ! Un monument devrait lui être érigé. Tous les hommes ne pouvaient pas faire cela. Il y a deux héros - M. Ilham Aliev et Ramil Safarov. J'aurais fait exactement comme Ramil. Il a bien fait de prendre la vie d'un Arménien ».
Commentant l'accueil en héros reçu par Safarov, Gueïdar Djemal, politologue d'origine azérie et président du Comité islamique de Russie, déclare : « Je suis absolument convaincu que l'accueil de Ramil Safarov en héros en Azerbaïdjan est tout à fait naturel ».
Le 19 septembre 2013, lors de la cérémonie d'ouverture du « Complexe commémoratif du génocide construit dans la ville de Guba pour honorer les victimes des massacres commis dans la région par les forces arméniennes et bolcheviques en 1918 », le président Aliev déclare avoir « rétabli la justice » en ramenant Safarov en Azerbaïdjan. Le dirigeant azerbaïdjanais a plus d'une fois qualifié les Arméniens d'ennemi numéro un, tandis que l'avocat de Safarov a déclaré au procès de Budapest que « tuer un Arménien n'est pas un crime en Azerbaïdjan ».

### Réactions internationales

#### Arménie
Le président Serge Sarkissian annonce la suspension des relations diplomatiques de l'Arménie avec la Hongrie le jour de la libération de Safarov. « Ce n'est pas un simple meurtre. C'est un meurtre pour des motifs ethniques », a-t-il dit.
Sarkissian suggère la possibilité que le président azerbaïdjanais, Ilham Aliev, et le Premier ministre hongrois, Viktor Orbán, aient conclu un accord secret lors de la visite de ce dernier à Bakou le 30 juin 2012. Un certain nombre de sources dans les médias émettent également l'hypothèse que l'approfondissement des liens économiques entre la Hongrie et l'Azerbaïdjan pourrait avoir quelque chose à voir avec la libération de Safarov,. Sarkissian conclut ses déclarations en disant : « avec leurs actions conjointes, les autorités hongroises et azerbaïdjanaises ont ouvert la porte à la répétition de tels crimes ».
Des manifestations ont lieu devant le consulat de Hongrie à Erevan, au cours desquelles le bâtiment est bombardé de tomates. Les manifestants brûle également un drapeau hongrois et une photo de Safarov,. Le président de l'Assemblée nationale, Hovik Abrahamian, annule sa visite en Hongrie prévue fin septembre.
Hayk Makouchian, que Safarov avait voulu tuer en vain la même nuit que Margarian, déclare qu'il s'adresserait à toutes les instances judiciaires et peut-être à la Cour pénale internationale à La Haye, étant donné que le meurtre a été commis pour des motifs ethniques, ajoutant : « Je n'avais aucun doute que Ramil Safarov ne purgerait pas sa peine en cas d'extradition. Mais le cynisme des dirigeants azerbaïdjanais a tout surpassé ».

#### Hongrie
Le 2 septembre, le ministère hongrois des Affaires étrangères annonce que le pays « refuse d'accepter et condamne l'action de l'Azerbaïdjan, qui contredit les règles pertinentes du droit international et contraste fortement avec l'engagement de la partie azerbaïdjanaise dans cette affaire, tel que confirmé par le vice-ministre de la justice de la République d'Azerbaïdjan dans sa lettre du 15 août 2012 ». Le ministère des Affaires étrangères de Hongrie condamne l'action de l'Azerbaïdjan dans une note diplomatique. Le communiqué de presse indique également que « la Hongrie considère la décision de l'Azerbaïdjan comme incompatible avec l'esprit de coopération basé sur la confiance mutuelle qui a été atteint au cours des dernières années entre nos pays respectifs ».
Les partis d'opposition critiquent vivement Viktor Orbán et son cabinet à propos de la décision d'extradition. Malgré les démentis du gouvernement, les partis d'opposition déclarent qu'Orbán a laissé Safarov retourner dans son pays dans l'espoir d'obtenir des faveurs économiques de l'Azerbaïdjan, État producteur d'énergie.
Des représentants du MSZP, le plus grand parti d'opposition à ce moment là, demandent à divers sous-comités du parlement d'examiner qui a exactement pris la décision et pourquoi la procédure a été gardée secrète. Le MSZP qui était au pouvoir jusqu'en 2010 avait refusé de libérer Safarov. Les socialistes appellent également Orbán à démissionner à la suite de cette décision.

#### Autres pays

##### États-Unis
Le Conseil de sécurité nationale des États-Unis et le Département d'État expriment leur « profonde inquiétude » à ce sujet. Le communiqué de presse de Washington déclare : « Nous exprimons notre profonde préoccupation à l'Azerbaïdjan concernant cette action et cherchons une explication. Nous sollicitons également de plus amples informations de la part de la Hongrie concernant la décision de transférer M. Safarov en Azerbaïdjan ». Le porte-parole du Conseil de sécurité nationale, Tommy Vietor, déclare quant à lui : « Le président Obama est profondément préoccupé par l'annonce d'aujourd'hui selon laquelle le président azerbaïdjanais a gracié Ramil Safarov après son retour de Hongrie… Nous communiquons aux autorités azerbaïdjanaises notre déception face à la décision de gracier Safarov. Cette action est contraire aux efforts en cours pour réduire les tensions régionales et promouvoir la réconciliation ». « Nous avons été consternés par la glorification que nous avons entendue dans certains milieux de quelqu'un qui a été reconnu coupable de meurtre », déclare Philip Gordon, secrétaire d'État adjoint américain aux Affaires européennes et eurasiennes. Il qualifie l'affaire de « véritable provocation dans la région ». Le ministère azerbaïdjanais des Affaires étrangères rétorque qu'il est déconcertant que le gouvernement américain s'immisce dans les relations de deux États indépendants - l'Azerbaïdjan et la Hongrie" et suggère que la réponse américaine est conditionnée par les prochaines élections présidentielles aux États-Unis.

##### Russie
Le 3 septembre, le ministère russe des Affaires étrangères publie la déclaration suivante : « La Russie, qui est le coprésident du groupe de Minsk de l'OSCE sur le règlement du conflit du Haut-Karabagh, a reçu des rapports avec une profonde inquiétude concernant la clémence de Bakou envers le militaire azerbaidjanais Ramil Safarov, qui a été condamné à la réclusion à perpétuité pour avoir commis le meurtre d'un officier arménien avec une extrême atrocité en Hongrie en 2004, ainsi que pour la décision préalable des autorités hongroises de l'extrader vers l'Azerbaïdjan. Nous pensons que ces actions de l'Azerbaïdjan, ainsi que des autorités hongroises, vont à l'encontre des efforts consentis au niveau international, notamment par le biais du Groupe de Minsk de l'OSCE, visant à réduire les tensions dans la région ».

##### France
Le ministère des Affaires étrangères déclare que « la France exprime sa préoccupation à la suite de l'annonce de la grâce accordée à M. Safarov par les autorités azerbaïdjanaises ». En tant que pays membre du groupe de Minsk de l'OSCE, la France est « fortement attachée à une solution pacifique au conflit du Haut-Karabagh, [et] estime que cette décision risque de nuire gravement aux efforts de négociation et à l'instauration d'un climat de confiance entre les parties ».

##### Suède
Le ministre suédois des Affaires étrangères, Carl Bildt, twitte : « Étrange décision en Azerbaïdjan de gracier un homme ayant assassiné un Arménien en Hongrie. L'État de droit doit s'appliquer ».

##### Chypre
La déclaration du ministre des Affaires étrangères Erató Kozákou-Markoullí déclare « nous regrettons profondément et déplorons cette grâce présidentielle et les dommages infligés par les actions qui ont suivi la libération, visant à glorifier ce crime odieux, aux efforts de réconciliation avec l'Azerbaïdjan et nous sommes également très préoccupé par ses effets sur la stabilité régionale ».

#### Organisations internationales

##### Cour européenne des droits de l'homme
L'affaire judiciaire Makouchian et Minassian contre l'Azerbaïdjan et la Hongrie, est traduite devant la Cour européenne des droits de l'homme et rendue en 2020. Le jugement définitif rejette la faute sur l'Azerbaïdjan pour ses décisions dans le traitement de Safarov (actes de mauvaise foi), mais acquitte largement la Hongrie pour son action de transférer le meurtrier reconnu coupable dans son pays d'origine (diligence raisonnable),.

##### ONU
Le secrétaire général de l'ONU, Ban Ki-moon, exprime sa préoccupation concernant l'extradition de Safarov et la grâce qui s'ensuit. Le haut responsable des droits de l'homme de l'ONU critique vivement la grâce de Safarov. Le porte-parole de la Haut-Commissaire des Nations Unies aux droits de l'homme, Rupert Colville, déclare aux journalistes à Genève que « les crimes de haine à motivation ethnique de cette gravité devraient être déplorés et correctement punis - et non glorifiés publiquement par les dirigeants et les politiciens… Nous sommes également tout à fait d'accord avec les coprésidents du groupe de Minsk de l'OSCE qui, plus tôt cette semaine, ont exprimé leur profonde inquiétude concernant « les dommages que la grâce et toute tentative de glorifier le crime ont causés au processus de paix [au Haut-Karabagh] et à la confiance entre les deux parties »,.

##### Union européenne
La haute représentante des Affaires étrangères de l'UE Catherine Ashton et le commissaire européen à l'élargissement et à la politique européenne de voisinage Štefan Füle annoncent qu'ils sont « préoccupés par la nouvelle selon laquelle le président azerbaïdjanais a gracié l'officier de l'armée azerbaïdjanaise Ramil Safarov. » Ils appellent l'Azerbaïdjan et l'Arménie « à faire preuve de retenue, sur le terrain comme dans les déclarations publiques, afin d'empêcher une escalade de la situation dans l'intérêt de la stabilité régionale et des efforts continus de réconciliation ». La porte-parole des relations extérieures de l'UE, Maja Kocjanic, déclare à la presse à Bruxelles : « Nous sommes particulièrement préoccupés par l'impact que les développements pourraient avoir sur l'ensemble de la région ».

##### Parlement européen
Le Parlement européen adopte une résolution sur l'affaire Ramil Safarov, déclarant qu'il « déplore la décision du président azerbaïdjanais de gracier Ramil Safarov », « l'accueil en héros réservé à M. Safarov en Azerbaïdjan et la décision de le promouvoir au rang de major … » et s'est dit « préoccupé par l'exemple que cela donne aux générations futures et par la promotion et la reconnaissance qu'il a reçues de la part de l'État azerbaïdjanais ». Quant à la légitimité de la grâce accordée par Ilham Aliev, le Parlement européen « considère que, si la grâce présidentielle accordée à M. Safarov est conforme à la lettre de la Convention sur le transfèrement des personnes condamnées, elle va à l'encontre de l'esprit de cet accord international, qui a été négocié permettre le transfèrement d'une personne condamnée sur le territoire d'un Etat pour qu'elle purge le reste de sa peine sur le territoire d'un autre Etat ».

##### Organisation du traité de sécurité collective
Le secrétaire général de l'OTSC, Nikolaï Bordiuja, déclare que la décision de l'Azerbaïdjan de gracier Safarov est contraire au droit international. Il poursuit ensuite : « cette décision a manifestement été prise dans l'intérêt d'objectifs politiques à court terme et ne peut être justifiée par rien ».

##### Groupe de Minsk
Le groupe de Minsk de l'OSCE, qui est composé de négociateurs des États-Unis, de Russie et de France pour encourager une résolution pacifique et négociée du conflit entre l'Azerbaïdjan et l'Arménie au sujet du Haut-Karabagh, déclare que la grâce accordée par l'Azerbaïdjan à son officier ayant assassiné un officier Arménien nuit aux tentatives d'établir la paix entre ces pays.

##### OTAN
L'OTAN condamne la grâce de Safarov. Le secrétaire général de l'OTAN, Fogh Rasmussen, exprime sa « profonde inquiétude » et déclare que « l'acte [de Safarov] commis en 2004 était un crime terrible qui ne devrait pas être glorifié. La grâce porte atteinte à la confiance et ne contribue pas au processus de paix ».

##### Conseil de l'Europe
« Honorer un meurtrier condamné et le transformer en héros est inacceptable », déclare le Secrétaire général du Conseil de l'Europe, Thorbjørn Jagland. Le commissaire aux droits de l'homme, Nils Muižnieks, et le président de l'Assemblée parlementaire, Jean-Claude Mignon, expriment également leur indignation face à la grâce.

#### Organisations non-gouvernementales
L'organisation de défense des droits humains Amnesty International publie une déclaration publique à l'occasion de la libération de Safarov : « En pardonnant puis en promouvant Ramil Safarov, le président Aliev a signalé aux Azerbaïdjanais que la violence contre les Arméniens est non seulement acceptable, mais récompensée. Le gouvernement azerbaïdjanais devrait annuler tous les privilèges accordés à Safarov et condamner publiquement la violence ethnique ».
L'expert britannique du Caucase Thomas de Waal qualifie la décision du président Aliev de gracier Safarov de « profondément provocatrice ». De l'avis de De Waal, « il s'agit maintenant d'une dispute à part entière entre deux États, avec des conséquences encore inconnues ».

#### Société civile

##### Azerbaïdjan
Les opinions au sein de la société civile azerbaidjanaise, parmi les organisations et les personnalités, divergent. Zardusht Alizadeh, président de l'Open Society Institute d'Azerbaïdjan, condamne l'acte de grâce, affirmant qu'il ne contribuerait pas positivement à une solution pacifique au conflit du Haut-Karabagh. Selon Alizadeh, le but de la grâce accordé par Aliev acte n'est pas la politique, le respect de la loi ou l'intérêt pour la résolution du conflit, mais seulement la recherche d'une « popularité facile ». La célèbre journaliste Khadija Ismayilova, principale correspondante de Radio Liberty en Azerbaïdjan, déclare que ce que Safarov a fait est « horrible » et que la réaction de le voir comme un héros « se produit lorsque la société n'est pas autorisée à faire quoi que ce soit. Ils sont en colère. Le peuple azerbaïdjanais a perdu la guerre, a perdu des territoires au profit d'occupants, est devenu des réfugiés, a perdu ses frères et sœurs, y compris des civils, et ils ont été arrêtés et interdits de rétablir la justice sur le champ de bataille » sur son compte Facebook[réf. nécessaire].
Le célèbre écrivain, et ancien député de l'Assemblée nationale d'Azerbaïdjan, Akram Aylisli refuse de commenter la «campagne», mais précise qu'il a ses « propres idées et sa conception de l'héroïsme ».
Les médias azerbaïdjanais critiquent l'inquiétude des États-Unis concernant la grâce de Safarov et ajoutent qu'ils auraient dû réagir de la même manière lorsque Varoujan Garbidjian, membre de l'ASALA emprisonné en France en 1983, fut expulsé vers l'Arménie après sa libération en 2001. Pendant ce temps, l'organisation des « Américo-azerbaidjanais pour la démocratie » envoie une lettre ouverte à la secrétaire d'État Hillary Clinton exhortant les États-Unis à consacrer davantage d'attention aux violations des droits de l'homme par le président Aliev, et non à la grâce de Safarov.
Le principal site d'information azerbaïdjanais en langue russe Day.az appelle ses lecteurs à modifier l'article de Wikipédia en russe sur Safarov pour le protéger d'une éventuelle « vengeance des nationalistes arméniens ».

##### Hongrie
Péter Erdő, archevêque d'Esztergom-Budapest et le cardinal hongrois de l'Église catholique romaine, publient une déclaration dans une lettre au Catholicos de tous les Arméniens, Karekin II, exprimant « l'entière solidarité avec les chrétiens arméniens et avec le peuple arménien qui a tant souffert dans le passé ».
En octobre 2012, quatre intellectuels hongrois, l'historien et analyste politique Zoltán Bíró, le recteur du John Wesley Theological College Gábor Iványi, le journaliste et publiciste Gábor Deák et l'écrivain Rudolf Ungváry, se rendent en Arménie pour s'excuser de l'extradition de Ramil Safarov. Lors de la conférence de presse à Erevan, ils déclarent : « Nous avons organisé le voyage pour vous faire part du désaccord de la plupart des citoyens hongrois et de notre mécontentement face à la décision des autorités de renvoyer l'assassin d'un officier endormi dans son pays natal ». Gábor Iványi déclare : « Nous sommes venus exprimer nos regrets et notre honte. La Hongrie n'a même pas officiellement reconnu le génocide arménien car le pays avait alors besoin du soutien turc. Quant au Premier ministre ayant autorisé l'extradition, il aurait dû démissionner de son poste ».
Le scientifique hongrois et expert en études arméniennes Benedek Zsigmond se joint à la manifestation organisée par de nombreuses ONG en Hongrie contre la décision d'extradition de Safarov et fait une déclaration publique d'excuses pour l'action du gouvernement hongrois. Sur sa page Facebook, il écrit : « Aujourd'hui, j'ai honte d'être Hongrois. Je m'excuse auprès de tous les Arméniens… Aujourd'hui est le jour noir de l'histoire récente de la Hongrie ». Par ailleurs, il s'excuse personnellement lors de sa visite en Arménie, qualifiant l'extradition d'« acte inacceptable et amoral »,.
Une page sur Facebook est créée le 1er septembre, s'excusant des actions du Premier ministre hongrois. Le groupe s'appelle « Hé Arménie, désolé pour notre Premier ministre » et compte plus de 12 400 likes au 27 mars 2013.
Le 4 septembre 2012, une manifestation a lieu devant le Parlement hongrois sur la place Kossuth. Environ deux mille Hongrois protestent contre les actions de leur gouvernement,. Toujours en septembre, le quartier Kispest de Budapest inaugure une nouvelle place nommée Mustafa Kemal Atatürk ainsi qu'une statue du même homme, au milieu des protestations d'Arméniens et de Grecs habitants la ville et qui considère cela comme une provocation. Durant les mois précédant la cérémonie, le gouvernement local réfléchit longuement à la question, pris entre d'un côté le ressentiment des groupes ethniques minoritaires et d'un autre la volonté de préserver de bonnes relations avec la ville turque jumelée de Pendik, dont les représentants sont déjà invités à la cérémonie. Deux jours seulement après son inauguration, la statue est vandalisée par de la peinture rouge versée dessus. La statue est ensuite restaurée.

##### Diaspora arménienne
Dans plusieurs villes du monde où la diaspora arménienne est présente, des manifestations ont lieu contre les actions des gouvernements hongrois et azerbaïdjanais, notamment à New York, Ottawa, Tbilissi, Rostov-sur-le-Don et Nicosie.
Un an après l'extradition de Safarov, la minorité arménienne de Hongrie affirme qu'elle ne s'y sent pas en sécurité et que ses relations avec le gouvernement hongrois se détériorent chaque jour, à cause des autorités qui leur rendent la vie « plus difficile ».